# Asparagus scaberulus
Asparagus scaberulus là một loài thực vật có hoa trong họ Măng tây. Loài này được A.Rich. mô tả khoa học đầu tiên năm 1850.